# Десятини (Новгородська область)
Десяти́ни — невелике село в Новгородському районі Новгородської області Росії. Входить до складу Борковського сільського поселення.
Розташоване в історичній місцевості, званої Новгородське Поозер'я, за 1,5 км від північно-західного берега озера Ільмень. Найближчі населені пункти — села Радбелік, Верховье.